# 氢分子离子
氫分子離子（H+
2），又称双氢离子，是最簡單的分子離子，由兩個質子和一個電子組成。:99
它可以由一個中性的氫分子電離而成。由于宇宙射线，分子云中经常形成这种离子。
因為它只有一個電子，化學界對它兴趣很大。描述其结构的量子力学方程可以以相对简单的方式得到解。1927年（量子力学中的波理论发表仅一年后），Øyvind Burrau首次将其解出。根据广义Lambert W函数确定的能量精确解。

## 物理性质
H+
2中的键可以被描述为共价单电子键，形式上拥有0.5的键级。
离子的基态能量为-0.597 哈特里能量。

### 同位素体
氢分子离子拥有六种同位素体，这来自氢其他同位素的原子核——即氘核（2
H+）或氚核（3
H+）——对一或两个质子（氕核）的取代。
- H+
2 = 1
H+
2（最常见）[6][7]
- [DH]+ = [2
H1
H]+（氘氢离子）[6]
- D+
2 = 2
H+
2（双氘离子）[6][7]
- [TH]+ = [3
H1
H]+（氚氢离子）
- [TD]+ = [3
H2
H]+（氚氘离子）
- T+
2 = 3
H+
2（双氚离子）[7]

## 空间存在

### 形式
宇宙中，射线与氢分子的作用可以产生氢分子离子。此过程中，氢分子中的一个电子会脱离原结构，留下一个氢分子离子。
H2 + 宇宙射线 → H+
2 + e− + 宇宙射线
宇宙射线中的粒子带有足够大的能量，停止前可以将许多氢分子转化为离子。
氢分子的电离能为15.603 eV。高速电子也会导致氢分子的电离，其峰值截面约为50 eV。高速质子所致电离的峰值截面为70000 eV，截面为2.5×10−16 cm2。宇宙射线中的低能质子也可以将电子从中性氢分子中剥离，由此产生一个中性氢原子和一个氢分子离子（p+ + H2 → H + H+
2），峰值截面约为8×10−16 cm2中的8000 eV。

### 消失
氢分子离子会与其他氢分子碰撞而自然消失：
H+
2 + H2 → H+
3 + H